# Unione montana del Montefeltro
De Unione montana del Montefeltro is een samenwerkingsverband tussen acht gemeenten in de Italiaanse provincie Pesaro-Urbino, met zijn hoofdzetel in Carpegna. Deze unione montana ("bergunie") is actief sinds 1 januari 2015, toen ze de Comunità montana del Montefeltro verving, die op 31 december 2014 opgeheven was ten gevolge van de regionale wet n° 35 van 2013.

## Gemeentes
Het samenwerkingsverband bestaat uit de volgende gemeentes:
- Belforte all'Isauro
- Carpegna
- Frontino
- Lunano
- Mercatino Conca
- Monte Cerignone
- Monte Grimano Terme
- Sassocorvaro

De grootste gemeente is Sassocorvaro, met 3.506 inwoners; de kleinste is Frontino, dat slechts 314 inwoners heeft (gegevens van 31 december 2010).